# 席尚謙
席尚謙（1907年—1968年11月26日），字竹虛。山西省垣曲縣古城鎮人。民國37年（1948年）在山西省第三選區當選第一屆立法委員。

## 生平[1]
- 幼年就讀於父親席桂林所辦私塾，後入本縣高級小學堂。繼考入山西省進山中學，民國15年（1926年）在該校參加國民黨（左派），同年秋由同學張琦介紹加入中國共產黨。次年，席脫離共產黨組織。民國18年（1929年）就讀於北平師範大學，曾參加共產黨外圍組織「宏毅讀書會」。暑假時，承同學拜託，為韓健冰（女）補習功課，當年健冰考入天津市立師範學院。二人彼此傾慕，書信往來，後結為夫妻。北平師大畢業後，尚謙先後在太原國民師範、太原第一師範任教員、訓教育員、事務主任等職。民國22年（1933年）春，參加閻錫山組織的「經濟建設救國社」，任隨營分校政治指導員。民國28年（1939年）1月任第二戰區司令部秘書。不久，由閻錫山介紹再次參加國民黨，並組織過民族革命同志會，先後任該會副總幹事、副總書記。民國29年（1940年）4月至次年7月，任山西省政府委員[2]、民族革命同志會候補高幹。後歷任山西省第九區行政督察專員兼山西省第九區保安司令[3]、山西省鄉寧專區專員、山西省隰縣專區統委會主任、山西省新聞處長、立法委員。1949年5月，乘飛機去台灣，後轉廣州；聲明參加「我們響應黃紹竑等「八一三」聲明」，同年10月轉香港，經電請山西省人民政府及中共華北局同意，由香港回到北京，將中國國民黨10余種機密文件交給華北局，1949年11月，周恩來接見了席尚謙。之後，任西北師範學院地理系副教授，1958年被劃為右派分子。「文化大革命」中揪斗，1968年11月26日被迫害致死。
- 民國55年，立法院查明行蹤不明委員情況，其妻韓健冰請詳查附匪真相並請暫緩轉報內政部註銷其名籍以昭慎重[4]